# Geografia Omanului
Oman este o țară situată în sud-vestul Asiei, care se învecinează cu Marea Arabiei, Golful Oman, Golful Persic, Yemen și Emiratele Arabe Unite (EAU).
Coordonate geografice:
21°00′N 57°00′E / 21.000°N 57.000°E